# Chris Langridge
Chris Langridge, né le 2 mai 1985 à Epsom (Royaume-Uni), est un joueur britannique de badminton. Associé à Marcus Ellis, il remporte la médaille de bronze en double hommes aux Jeux olympiques d'été de 2016 à Rio de Janeiro.